# Marr Bay
Die Marr Bay ist eine Bucht an der Nordküste von Laurie Island im Archipel der Südlichen Orkneyinseln. Ihre Einfahrt wird westlich durch das Kap Valavielle am Nordende der Watson-Halbinsel und östlich durch den Fraser Point begrenzt.
Teilnehmer der Scottish National Antarctic Expedition (1902–1904) unter der Leitung des schottischen Polarforschers William Speirs Bruce kartierten die Bucht im Jahr 1903. Teilnehmer der britischen Discovery Investigations benannten sie 1933 infolge eigener Vermessungen nach dem britischen Meeresbiologen und Polarforscher James Marr (1902–1965), der zum zoologischen Stab des Ausschusses zu den Discovery Investigations gehörte.